# George Gower
George Gower (1540 circa – Londra, 1596) è stato un pittore inglese.

## Biografia

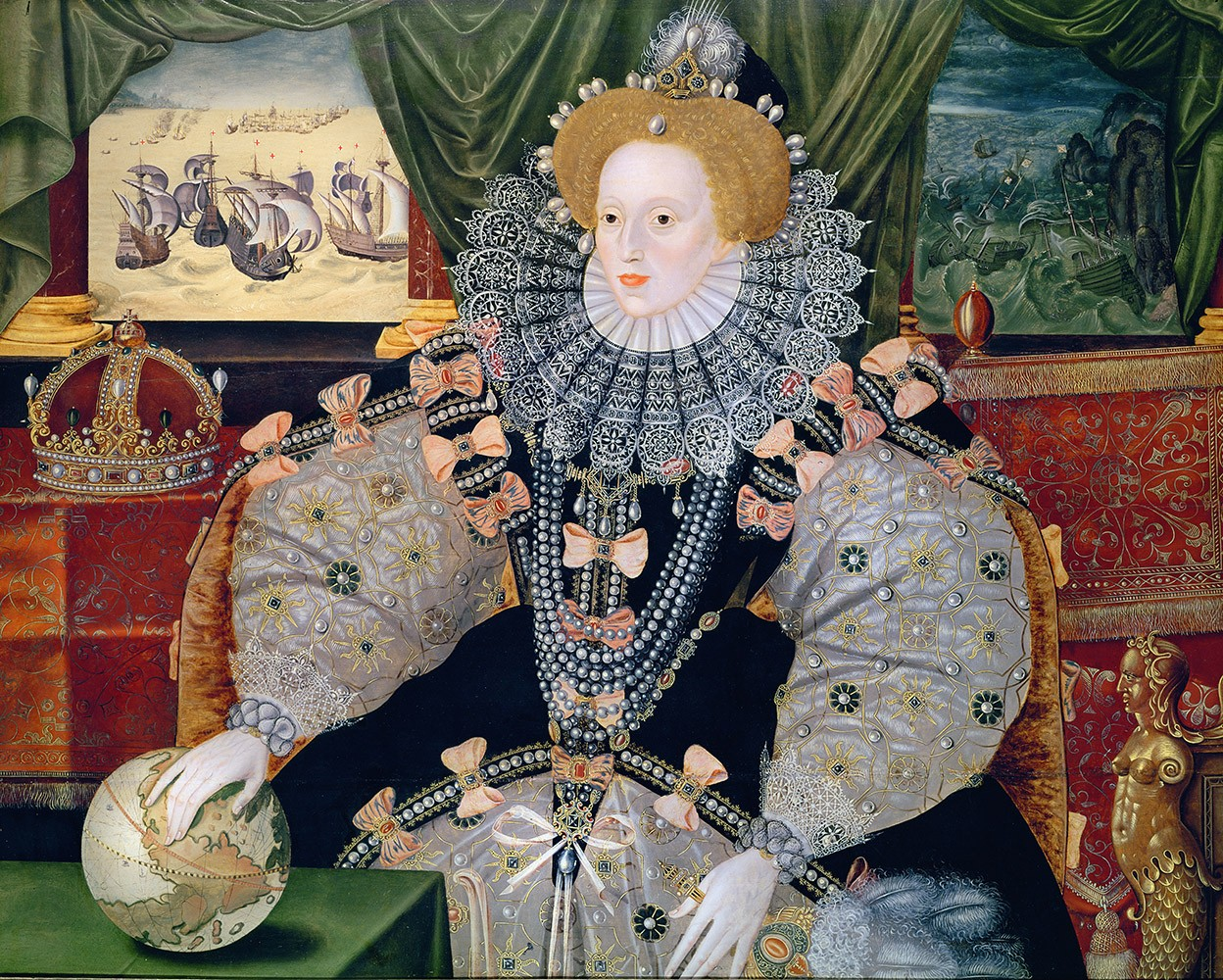
Ritratto dell'Armada, opera attribuita da molti critici a Gower, Woburn Abbey, 1588

Non si sa molto sulla vita di George Gower, tranne il fatto che era nipote di Sir John Gower di Stettenham, Yorkshire.. Non era molto frequente, nel periodo in cui egli visse, che il rampollo di una famiglia aristocratica svolgesse un'attività manuale. Gower dipinse un suo autoritratto nel 1579 in cui sono raffigurati sia lo stemma di famiglia sia gli strumenti necessari per il suo lavoro, dimostrando orgoglio in un'epoca in cui il rango sociale di un pittore era poco al di sopra di quello di un artigiano.
I primi lavori documentati risalgono al 1573: il ritratto di Sir Thomas Kytson e quello della moglie dell'uomo, suo pendant, conservati entrambi nella Tate Gallery di Londra.
Gower fu nominato pittore ufficiale di Elisabetta I d'Inghilterra nel 1581. Questo gli permise di ritrarre la maggior parte dell'aristocrazia inglese. Tra le sue mansioni vi era anche la sovrintendenza delle decorazioni delle residenze reali, degli stemmi e dei mobili. Fra i suoi lavori sono ricordati una fontana (poi distrutta) e un orologio astronomico, entrambi nel palazzo reale di Hampton Court. Aveva inoltre il compito di approvare i ritratti della Regina eseguiti da altri artisti prima della loro esposizione ufficiale.
A Gower viene attribuito da diversi critici d'arte il celebre ritratto di Elisabetta I noto come Ritratto dell'Armada: eseguito per commemorare la vittoria sull'Invincibile Armada spagnola nel 1588, è attualmente conservato nella Woburn Abbey. Una copia di minori dimensioni, conservata nella National Portrait Gallery, sarebbe stata anch'essa eseguita da Gower; la versione detta "Drake" è invece sicuramente opera di altri.

## Galleria d'immagini

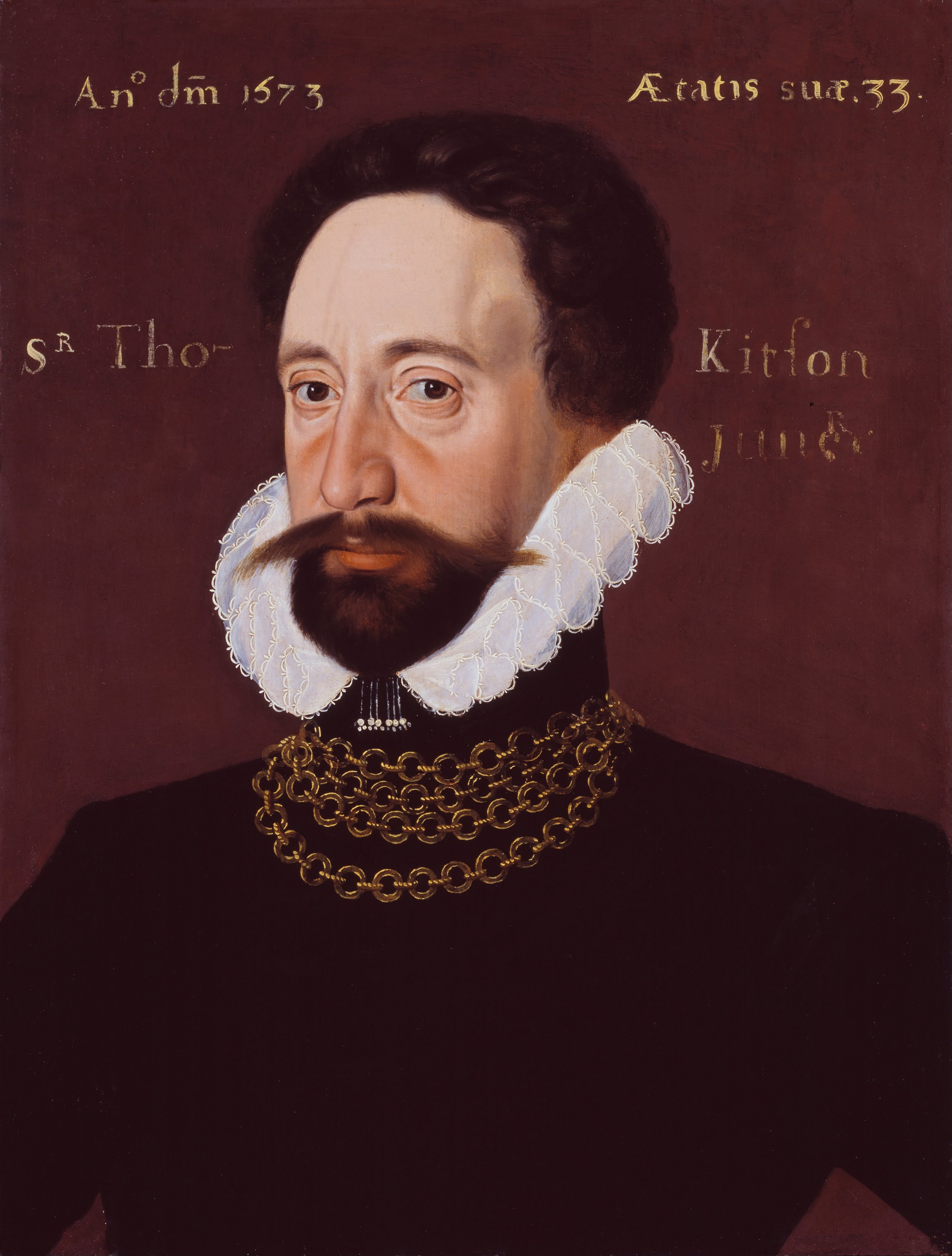
Thomas Kytson
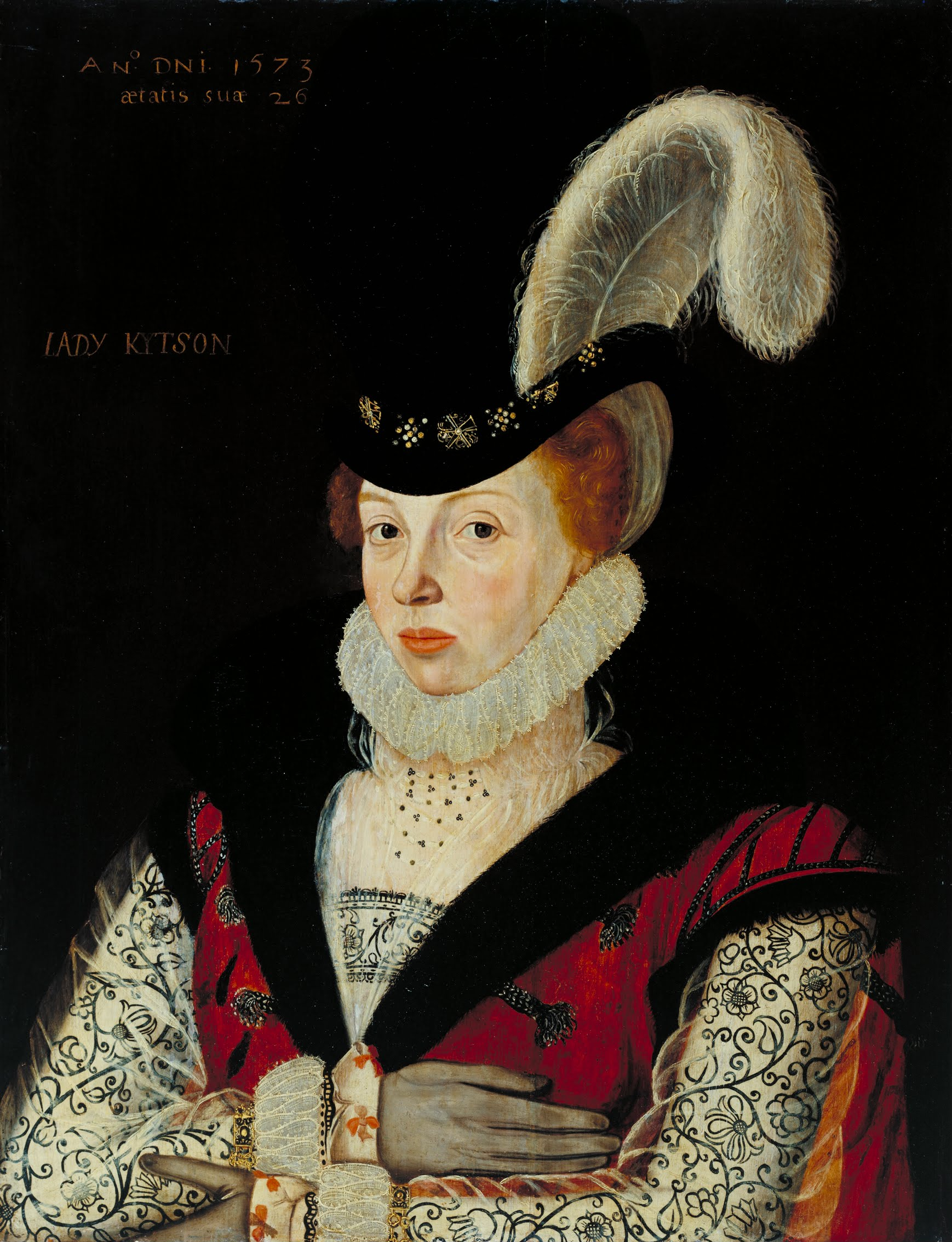
Lady Kytson
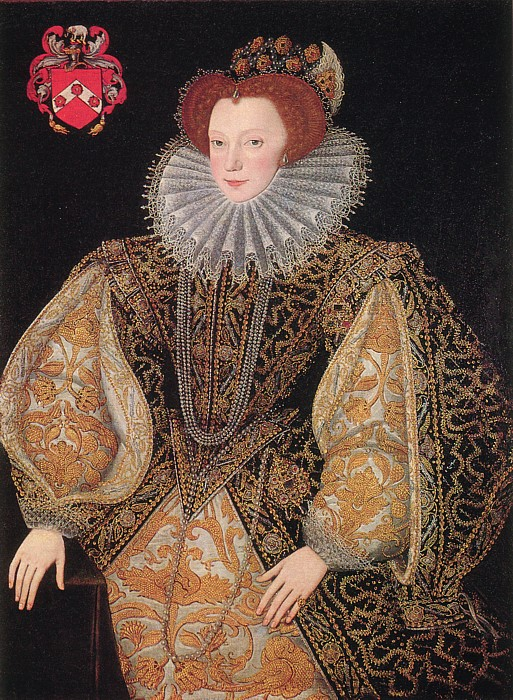
Lettice Knollys
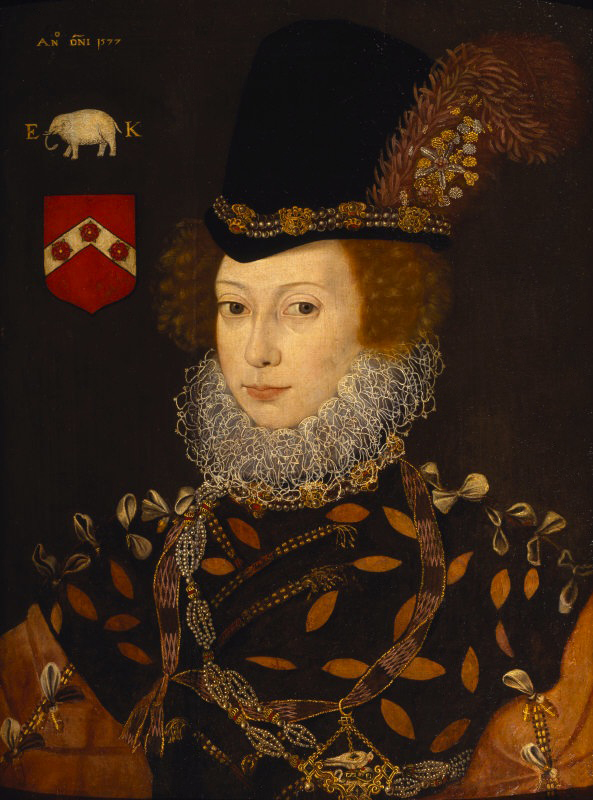
Elizabeth Knollys
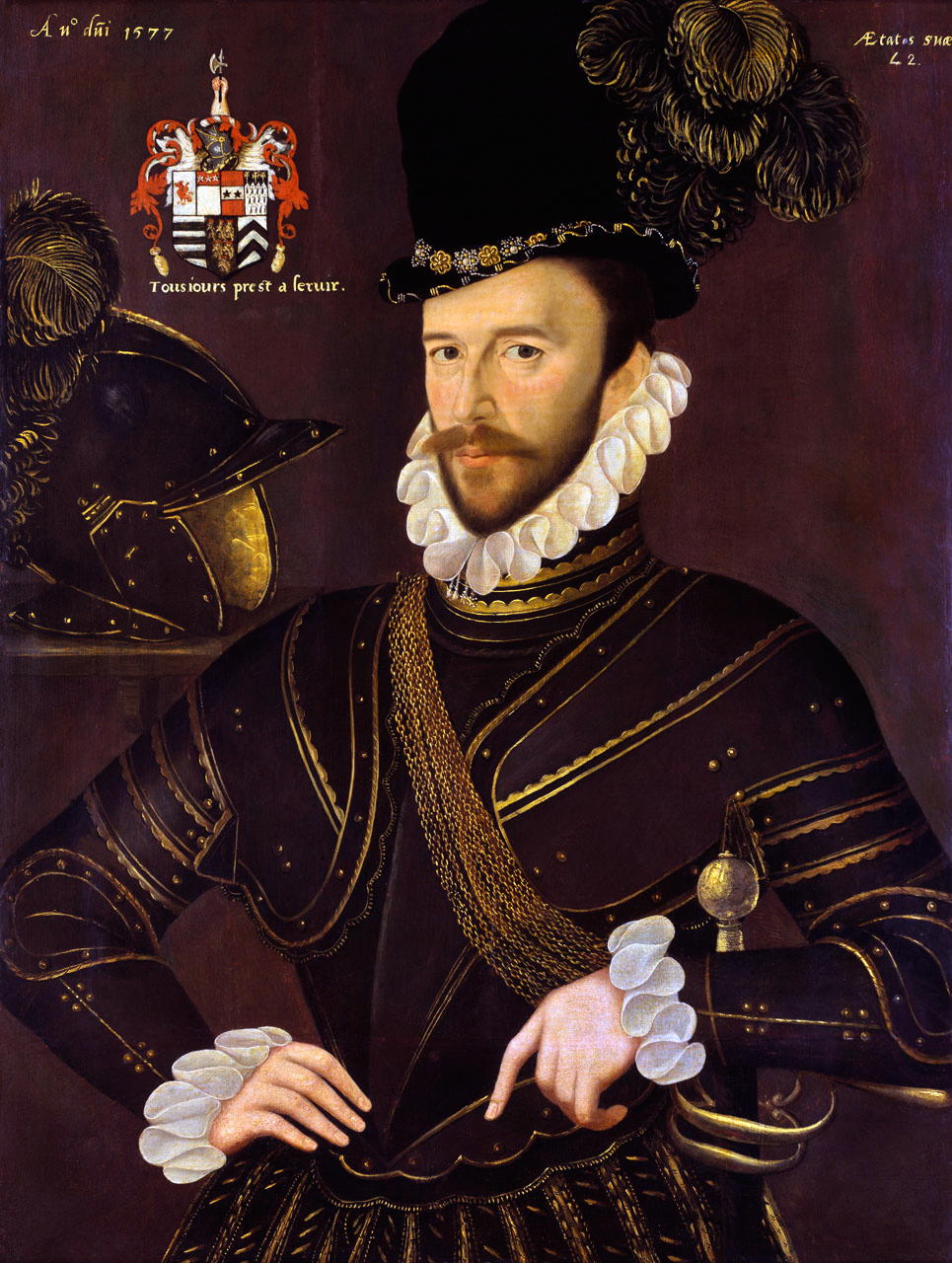
Richard Drake
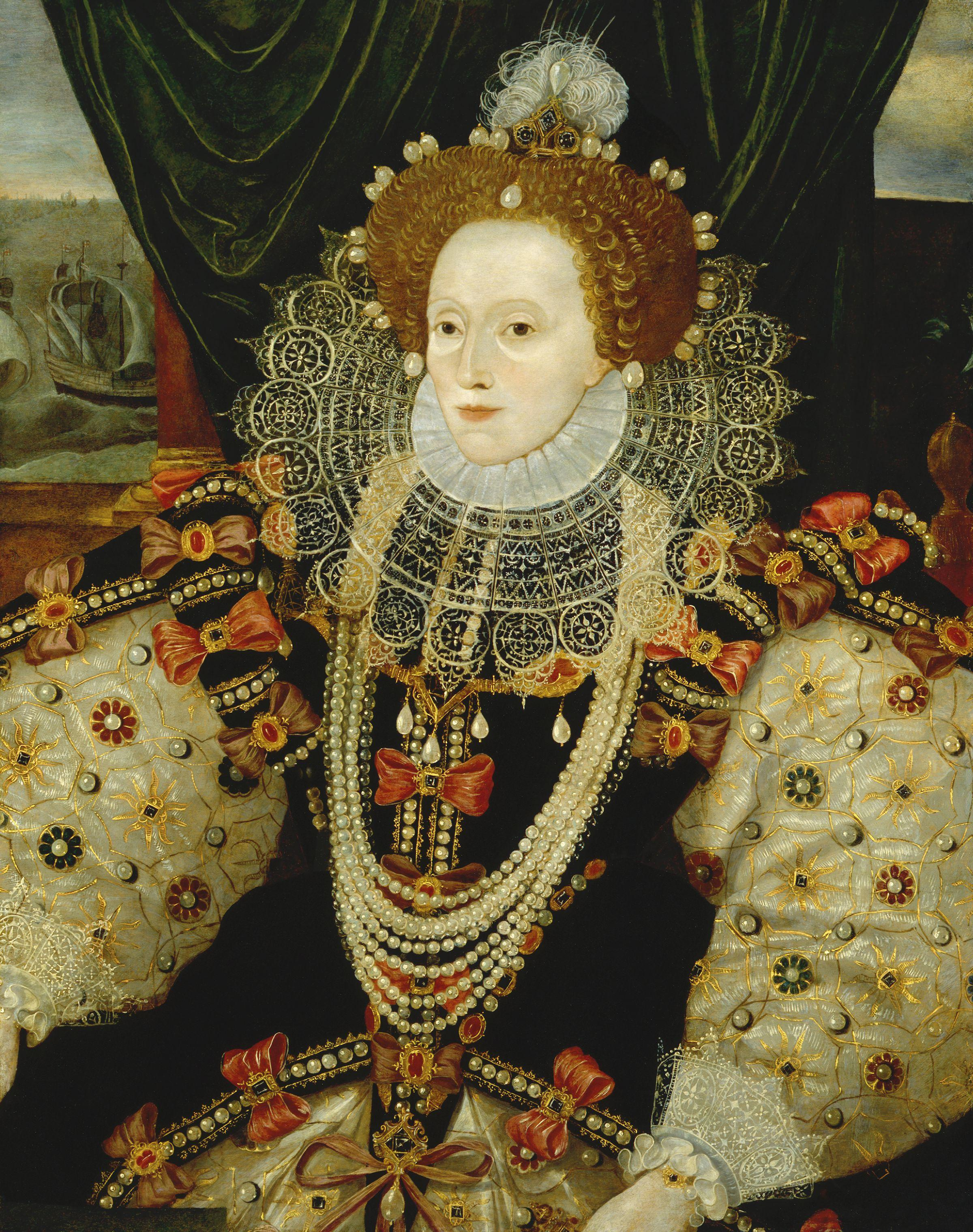
Ritratto dell'Armada, dettaglio, National Portrait Gallery
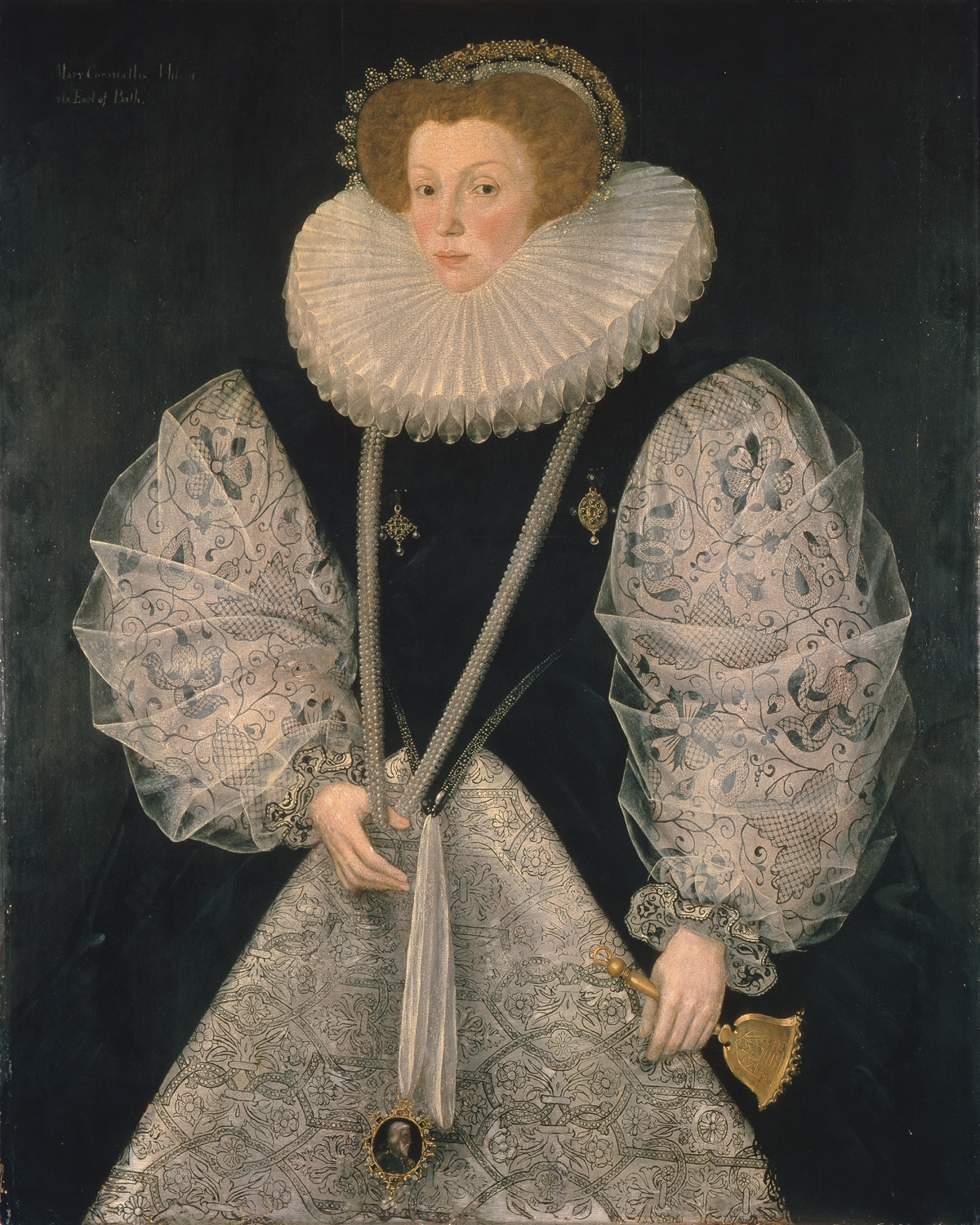
Mary Cornwallis